# Praia da Adiça
A Praia da Adiça, também conhecida por Praia da N.A.T.O.,  é uma praia da zona da Fonte da Telha, no concelho de Almada, distrito de Setúbal, em Portugal. Apresenta um areal muito extenso com cerca de 1,4 km.. É uma praia naturista oficial desde junho de 2015
Localizada cerca de 2 km a sul da Fonte da Telha, o acesso pode ser efetuado por estrada municipal ou através do comboio Transpraia, caminhando para sul a partir da última paragem, ou ainda a partir das instalações da NATO, descendo a falésia pelos caminhos existentes.

## Naturismo
Sendo uma praia muito calma, e com um areal extenso, é frequentada pela comunidade nudista e naturista. A zona legalmente naturista inicia-se 50 metros antes do final do caminho de terra para veículos automóveis. Oficialmente naturista por deliberação da Assembleia Municipal de Almada em 26 de Junho de 2015.